# Loren Murchison
Loren C. Murchison (Farmersville (Texas), 17 december 1898 – Lakewood (New Jersey), 11 juni 1979) was een Amerikaanse sprinter. Hij won tweemaal goud op de 4 x 100 m estafette bij de Olympische Spelen. In beide gevallen verbeterde hij het wereldrecord. Ook won hij meerdere nationale titels op diverse sprintafstanden.
Murchison boekte zijn eerste succes in 1918 met het winnen van de nationale titel op de 220 yard. Twee jaar later kwalificeerde hij zich voor de Olympische Spelen van 1920 in Antwerpen. Op drie afstanden plaatste hij zich in de finale. Dit waren de 100 m, 200 m en de 4 x 100 m estafette. Het meest succesvol was hij op de 4 x 100 m estafette. Met zijn teamgenoten Charles Paddock, Jackson Scholz en Morris Kirksey won hij een gouden medaille. Met een wereldrecordtijd van 42,2 seconden versloegen ze de estafetteteams uit Frankrijk (zilver; 42,6) en Zweden (brons; 42,9). Op de andere afstanden behaalde hij geen medaille.
Vier jaar later prolongeerde hij in Parijs zijn olympisch goud op de 4 x 100 m estafette. Ditmaal was hij slotloper van het Amerikaanse estafetteteam dat verder bestond uit Louis Clarke, Frank Hussey, Al Leconey. Met een verbetering van het wereldrecord (41,0 s) bleven ze de estafetteploegen uit Groot-Brittannië (zilver; 41,2) en Nederland (brons; 41,8) voor.
Murchison stierf op 81-jarige leeftijd.

## Titels
- Amerikaans kampioen 100 yard - 1920, 1923
- Amerikaans kampioen 220 yard - 1918, 1923
- Amerikaans kampioen 60 yard (indoor) - 1919, 1920, 1922, 1923, 1924
- Amerikaans kampioen 300 yard (indoor) - 1919, 1920, 1923, 1924
- Olympisch kampioen 4 x 100 m estafette - 1920, 1924

## Persoonlijke records
- 100 m - 10,5 (1924)
- 200 m - 21,5e (1924)

## Palmares

### 100 m
- 1920: 6e OS - 11,0 s
- 1924: 6e OS - 11,1 s (geschat)

### 200 m
- 1920: 4e OS - 22,0 s (geschat)

### 4 x 100 m estafette
- 1920:  OS - 42,2 s (WR)
- 1924:  OS - 41,0 s (WR)